# ロジェ・ブールダン
ロジェ・ブールダン（Roger Bourdin, 1923年1月27日 - 1976年9月23日）は、フランスのフルート奏者。
ミュルーズの生まれ。1935年よりヴェルサイユ音楽院でジャック・ジャランダとフェルナン・カラテジェにフルートを学び、その後、パリ音楽院のマルセル・モイーズのクラスで1940年まで薫陶を受けた。音楽院在学中の1938年からフランス国立放送のソリストとして演奏活動を始め、翌年にはコンセール・ラムルーの首席奏者となった。1943年にはヴェルサイユ音楽院のフルート科教授に任命され、亡くなるまで勤め上げた。
1945年にはポル・ミュール、ジャン＝ピエール・ランパル、ウジェーヌ・マッソンと４人でフルート四重奏団を立ち上げたが、後にメンバーはロベール・エリッシェ、ジャック・ロワイエ、レオン・ガム等に変わった。1967年にはアニー・シャランとコレット・ルキアンとでヴェルサイユ三重奏団を結成した。1971年にはマルリー・レ・ロワ音楽院の院長も務めた。
ヴェルサイユにて死去。